# The Babymakers
The Babymakers (Brasil: Tudo por um bebê ) é um filme norte-americano de comédia de 2012 dirigido por Jay Chandrasekhar e estrelado por Paul Schneider, Olivia Munn e Kevin Heffernan. Chandrasekhar e Heffernan são ambos membros do Broken Lizard. O filme recebeu um lançamento limitado em 3 de agosto de 2012 nos cinemas e nos serviços de vídeo sob demanda. Ele recebeu um DVD e um lançamento em Blu-ray em 18 de setembro de 2012.

## Sinopse
Depois de tentar de tudo para deixar sua esposa Audrey (Munn) grávida, Tommy (Schneider) suspeita que ele possa ser infértil. Ele recruta seu amigo (Heffernan) para ajudá-lo a roubar um banco de esperma onde ele fez uma doação.

## Recepção
O filme recebeu críticas negativas em grande parte. Site de agregação e revisão Rotten Tomatoes deu uma pontuação de 8% com base em 49 avaliações e uma classificação média de 3,5/10.
Roger Ebert deu ao filme 4 estrelas.